# Plethodontohyla inguinalis
Plethodontohyla inguinalis is een kikker uit de familie smalbekkikkers (Microhylidae). De soort werd voor het eerst wetenschappelijk beschreven door George Albert Boulenger in 1882. Later werden de wetenschappelijke namen Mantipus hildebrandti en Mantipus inguinalis gebruikt. De soort behoort tot het geslacht Plethodontohyla.

## Uiterlijke kenmerken
Mannetjes bereiken een lichaamslengte tot ongeveer 100 millimeter, de vrouwtjes zijn kleiner en worden 55 tot 63 millimeter lang. De rug is bruinachtig en de buik geelachtig tot lichtbruin van kleur met donkere vlekken op de keel. De huid heeft een gladde structuur.

## Verspreiding en habitat
De kikker is endemisch in Madagaskar. De soort komt voor in het oosten van het eiland en leeft op een hoogte van 400 tot 1100 meter boven zeeniveau. De soort komt onder andere voor in nationaal park Marojejy en nationaal park Andohahela.